# Johann Wilhelm al III-lea, Duce de Saxa-Eisenach
Johann Wilhelm al III-lea, Duce de Saxa-Eisenach (n. 17 octombrie 1666, Friedewald, Renania-Palatinat, Germania – d. 14 ianuarie 1729, Eisenach, Saxa-Eisenach), a fost Duce de Saxa-Eisenach.

## Biografie
A fost al treilea fiu al Ducelui Johann Georg I de Saxa-Eisenach și a Johannettei de Sayn-Wittgenstein. Fratele său gemăn, Maximilian, a murit la vârsta de doi ani. Și-a succedat fratele mai mare, Johann Georg al II-lea, ca Duce de Saxa-Eisenach când acesta a murit în 1698.
La Oranjewoud la 28 noiembrie 1690, Johann Wilhelm s-a căsătorit cu Amalie (1655 –1695), o fiică a Prințului Wilhelm Frederic de Nassau-Dietz. Ei au avut doi copii:
1. Wilhelm Heinrich, Duce de Saxa-Eisenach (n. 10 noiembrie 1691, Oranjewoud - d. 26 iulie 1741, Eisenach).
2. Albertine Johannetta (n. 28 fbruare 1693, Oranjewoud - d. 1 aprilie 1700, Eisenach).

La Wolfenbüttel la 27 februarie 1697 — la doi ani după decesul primei soții — Johann Wilhelm s-a recăsătorit cu Christine Juliane de Baden-Durlach, o fiică a lui Karl Gustav de Baden-Durlach. Ei au avut șapte copii:
1. Johannette Antoinette Juliane (n. 31 ianuarie 1698, Jena - d. 13 aprilie 1726, Schloss Dahme); s-a căsătorit la 9 mai 1721 cu Ducele Johann Adolf al II-lea de Saxa-Weissenfels.
2. Karoline Christine (n. 15 aprilie 1699, Jena - d. 25 iulie 1743, Philippsthal); s-a căsătorit la 24 noiembrie 1725 cu Landgraful Karl I de Hesse-Philippsthal.
3. Anton Gustav (n. 12 august 1700, Eisenach - d. 4 octombrie 1710, Eisenach).
4. Charlotte Wilhelmine Juliane (n. 27 iunie 1703, Eisenach - d. 17 august 1774, Erfurt).
5. Johannetta Wilhelmine Juliane (n. 10 septembrie 1704, Eisenach - d. 3 ianuarie 1705, Eisenach).
6. Karl Wilhelm (n. 9 ianuarie 1706, Eisenach - d. 24 februarie 1706, Eisenach).
7. Karl August (n. 10 iunie 1707, Eisenach - d. 22 februarie 1711, Eisenach).

La Weissenfels la 28 iulie 1708 — la un an după decesul celei de-a doua soții — Johann Wilhelm s-a căsătorit a treia oară cu Magdalene Sibylle de Saxa-Weissenfels, o fiică a lui Johann Adolf I, Duce de Saxa-Weissenfels. Ei au avut trei copii:
1. Johanna Magdalene Sophie (19 august 1710, Eisenach - 26 februarie 1711, Eisenach).
2. Christiane Wilhelmine (3 septembrie 1711, Altenkirchen - 27 noiembrie 1740, Idstein); s-a căsătorit la 26 noiembrie 1734 cu Karl, Prinț de Nassau-Usingen.
3. Johann Wilhelm (28 ianuarie 1713, Marksuhl - 8 mai 1713, Eisenach).

La castelul Philippsruhe, la 29 mai 1727 — la un an după decesul celei de-a treia soții — Johann Wilhelm s-a căsătorit a patra oară cu Marie Christine Felizitas de Leiningen-Dagsburg-Falkenburg-Heidesheim. Nu au avut copii.